# Чипс
Картофеният чипс или просто чипс (от английски: chips – стружка, тънко парче) е хранителен продукт, състоящ се от тънко нарязани изпечени или изпържени картофи, които основно са осолени. Може да бъде овкусен допълнително с различни подправки като червен пипер, сирене, билки и др.

## История на продукта
Съгласно традиционната история, първоначалната рецепта за картофен чипс е създадена в Саратога Спрингс, Ню Йорк, на 24 август 1853 г. Ядосан от един редовен посетител, който многократно му връщал пържените картофи под предлог, че били твърде дебело нарязани и меки, готвачът на хотел Moon Lake Lodge, Джордж Кръм (индианец по произход), решил да се пошегува и нарязал картофите колкото е възможно по-тънко, изпържил ги, докато станали хрупкави, и ги посолил допълнително. Противно на очакванията на готвача, посетителят (твърди се, че това бил железопътният магнат Корнелиус Вандербилт) харесал новия вид пържени картофи и те скоро станали редовен елемент от менюто на ресторанта под името „Саратога чипс“. Друго обяснение за произхода на картофения чипс са подобни рецепти, включени в американски готварски книги от 1845 г. и даже от 1824 г.
През 1860 г. Кръм открива собствен ресторант (който просъществувал до 1890 г.), в който на всяка масичка имало купичка с чипс. Ресторантът бързо станал модно място сред богатите американци, посетители на курорта. Кръм не продавал чипса извън ресторанта, но скоро, поради простата рецепта, всички ресторанти започнали да предлагат чипс.
През 1895 г. Уилям Тъпендън започва производство на чипс, отначало в кухнята си, а след това построява и фабрика. По-късно Лаура Скадер предлага за опаковка да се използва восъчна хартия. Така се появява концепцията за „пакетче чипс“. През 1932 г. Херман Лей регистрира в Нашвил, щата Тенеси, марката Lay's, която става първият национален бранд чипс, доживял и до наши дни.